# Řád Františka Skoriny
Řád Františka Skoriny (bělorusky: Францыска Скарыны) je státní vyznamenání Běloruské republiky. Pojmenován je po běloruském humanistovi z 16. století Františku Skorinovi. Udílen je v jediné třídě za služby v oblasti umění, literatury, historických věd aj.

## Historie
Řád byl založen zákonem Nejvyšší rady Běloruské republiky č  3726-XII ze dne 13. dubna 1995. Pojmenován je po běloruském humanistovi z 16. století Františku Skorinovi. Vzhled řádu určil prezidentský dekret č. 516 ze dne 6. září 1999. Původní zákon z roku 1995 byl zrušen zákonem č. 288-3 ze dne 18. května 2004. Poprvé byl řád udělen 18. února 1997.

## Pravidla udílení
Řád je udílen v jediné třídě prezidentem Běloruska za vynikající úspěchy v oblasti budování státu a sociálních aktivit, zejména za významný přínos k činnostem zaměřeným na oživení národního a státního ducha, vynikající práci v oblasti výzkumu běloruské historie, aktivitám zaměřeným na rozvoj národního jazyka, literatury, umění, vydávání knih, rozvoji kulturních a vzdělávacích aktivit a podporu kulturního dědictví běloruského národa. Je udílen také za vynikající výsledky v oblasti humanitární a charitativní činnosti, činnosti v oblasti ochrany lidské důstojnosti, lidských a občanských práv a podpory lásky a jiných dobrých skutků.

## Insignie
Řádový odznak je vyroben z pozlaceného stříbra. Má tvar čtyřcípé hvězdy s kulatým medailonem uprostřed. V medailonu je podobizna Františka Skoriny. Pod portrétem jsou dvě vavřínové větvičky. Na ramenech hvězdy je položena modrobíle smaltovaná stuha se zlatým nápisem v cyrilici ФРАНЦЫСК ГЕОРГIЙ СКАРЫНА. Ve spodní části je stuha uvázaná do mašle. Zadní strana odznaku je hladká a je zde sériové číslo odznaku. Šířka odznaku je 39 mm a jeho výška je 43 mm.
Stuha z moaré tmavě fialové barvy pokrývá destičku heptagonálního tvaru.
Řádový odznak se nosí na stuze nalevo na hrudi. V přítomnosti dalších řádů se nachází za Řádem cti.